# Język południowosaamski
Niektóre z zamieszczonych tu informacji od 2019-11 wymagają weryfikacji.
Dokładniejsze informacje o tym, co należy poprawić, być może znajdują się w dyskusji tego artykułu.
 Po wyeliminowaniu niedoskonałości należy usunąć szablon [[Szablon:Dopracować|]] z tego artykułu.
Język południowosaamski (płd.-lap. saemien gïele lub åarjelsaemien gïele, pol. często: południowolapoński) – jeden z języków saamskich, używany w środkowej części Szwecji i Norwegii.
Silnie zagrożony wymarciem. Posługuje się nim zaledwie po 300 osób w Szwecji i Norwegii. W powszechnym użyciu są też języki szwedzki i norweski. Południowosaamski znajduje się pod wpływem obu tych języków.
Południowosaamski właściwy dzieli się na dwa lub trzy dialekty (istnieją grupy północna i południowa, przy czym granice między nimi są niejasne). Saami ume również bywa podkładany pod pojęcie języka południowosaamskiego.
Wiele aspektów gramatyki odróżnia go od pozostałych języków saamskich. Występują poważne różnice w morfologii i składni, a także w zasobie leskykalnym.
Jest najbardziej wysuniętym na zachód przedstawicielem rodziny uralskiej.

## Alfabet
Język południowosaamski zapisywany jest odmianą alfabetu łacińskiego,
- w Norwegii:

A/a, B/b, D/d, E/e, F/f, G/g, H/h, I/i, (Ï/ï), J/j, K/k, L/l, M/m, N/n, O/o, P/p, R/r, S/s, T/t, U/u, V/v, Y/y, Æ/æ, Ø/ø, Å/å
- w Szwecji:

A/a, B/b, D/d, E/e, F/f, G/g, H/h, I/i, (Ï/ï), J/j, K/k, L/l, M/m, N/n, O/o, P/p, R/r, S/s, T/t, U/u, V/v, Y/y, Ä/ä, Ö/ö., Å/å
ar
Dodatkowo występują litery C/c, Q/q, W/w, X/x, Z/z używane do zapisu słów pochodzenia obcego.